# Прекрасная нивернезка
«Прекрасная нивернезка» (фр. La Belle Nivernaise, 1923) — французский художественный фильм Жана Эпштейна, поставленный по мотивам одноимённой повести Альфонса Доде.

## Сюжет
Мальчик-подросток живёт в семье владельца небольшой шаланды «Прекрасная нивернезка».
Он ведёт однообразную и размеренную жизнь на шаланде. Перевозка грузов по реке Сене полна для мальчика самых приятных неожиданностей. Неожиданно нашлись родные и мальчика передают в школьный интернат.
Он уходит в себя и болеет. Только возвращение на шаланду снова вернуло его к жизни.

## В ролях
- Бланш Монтель — Клара Луво
- Морис Тузе — Виктор Можандр
- Пьер От — Франсуа Луво, судовщик, владелец «Прекрасной нивернезки»
- Мари Лакруа — жена Франсуа Луво
- Давид Эвремон — Можандр, отце Виктора
- Макс Бонне — Экипаж, моряк
- Роже Шанталь — моряк

## Художественные особенности
Эпштейн любуется Сеной на всем её течении от Парижа до Руана: плавное движение шаланды по реке, восходы и заходы, пейзажи окрестных берегов, отражающиеся в воде деревья и цветы.
Это любование роднит «Прекрасную нивернезку» с живописными полотнами французских импрессионистов. Однако в фильме можно заметить отличительные черты фильмов нового направления, названного с лёгкой руки М. Л'Эрбье «авангардом» французского кино.